# Кваами
Кваами (также комава, квам, кваманчи, квами, квом; англ. komawa, kwam, kwamanchi, kwami, kwom; самоназвание: kwáámi) — один из языков западночадской ветви чадской семьи.
Распространён в северо-восточных районах Нигерии. Численность говорящих — около 10 000 человек (1990). Язык бесписьменный.

## О названии
Самоназвание языка и самоназвание этнической группы кваами одинаково звучат как kwáámi. Существует ряд вариантов названия этого языка: квами, квам, квом и кваманчи, а также локальное название комава.

## Классификация
В соответствии с классификацией чадских языков, предложенной американским лингвистом Полом Ньюманом, язык кваами (квами) вместе с языками беле, боле (боланчи), дено (куби), галамбу, гера, герума, канакуру (дера), карекаре, кирфи, купто, маха, нгамо, перо, пийя (вуркум) и тангале входит в группу боле западночадской языковой ветви (в других классификациях, включая классификацию, опубликованную в лингвистическом энциклопедическом словаре в статье В. Я. Порхомовского «Чадские языки»,  данная группа упоминается под названием боле-тангле, или боле-тангале). Согласно исследованиям Пола Ньюмана, в пределах группы боле (или A.2) язык кваами включается в кластер языков собственно тангале подгруппы тангале, сама же группа входит в подветвь западночадских языков A. Эта классификация приведена, в частности, в справочнике языков мира Ethnologue. Язык кваами (квам) рассматривается в составе группы боле-тангале подветви собственно западночадских языков также и в классификации, опубликованной в работе С. А. Бурлак и С. А. Старостина «Сравнительно-историческое языкознание».
В базе данных по языкам мира Glottolog даётся более подробная классификация языков подгруппы тангале, составленная на основе работ Ульрике Цох и Пола Ньюмана. В ней язык кваами вместе с языком кутто (купто) отнесён к кластеру квами-купто, который в свою очередь последовательно включается в следующие языковые объединения: языки тангале-квами-купто, языки собственно тангале и языки тангале. Последние вместе с языками боле составляют группу западночадских языков A A.2.
В классификации афразийских языков британского лингвиста Роджера Бленча предлагаются иной вариант состава языков подгруппы тангале и иная точка зрения на место этой подгруппы в рамках западночадской ветви языков. 
Согласно данной классификации, язык кваами вместе с языками перо, пийя-квончи (пийя), кхолок, ньям, куши (годжи), кутто (купто) и тангале образует языковое единство, входящее в  объединение «b» (южные боле) подгруппы боле группы боле-нгас подветви западночадских языков A.

## Лингвогеография

### Ареал и численность
Область распространения языка кваами размещена в северо-восточной Нигерии на территории штата Гомбе в районе Квами, к северо-западу от города Гомбе.
Со всех сторон, кроме юго-западной, к области распространения кваами примыкают ареалы близкородственных западночадских языков. С запада ареал языка кваами граничит с ареалом языка хауса, с севера — с ареалом языка боле, с юга и востока — с ареалом языка тангале. На юго-западе с ареалом кваами соседствует ареал сахарского языка центральный канури.
Численность говорящих на языке кваами в 1990 году, согласно данным справочника Ethnologue, составляла 10 000 человек. По современным оценкам сайта Joshua Project численность этнической группы кваами составляет 21 000 человек (2017).

### Социолингвистические сведения
Согласно данным сайта Ethnologue, степень сохранности языка кваами  оценивается как «устойчивая». Язык используется в повседневном общении всеми поколениями представителей этнической общности кваами, включая младшее поколение. Стандартной формы у языка кваами нет. По вероисповеданию представители кваами в основном являются мусульманами, часть кваами — христиане.

### Диалекты
В области распространения языка кваами выделяются диалекты кафарати и долли.

## История изучения
Исследованиями языка кваами занимается немецкий лингвист Рудольф Легер. Он издал несколько работ, посвящённых разным аспектам структуры этого языка. В 1988 году Рудольф Легер составил грамматику кваами.